# Melitón Rodríguez
Melitón Rodríguez (1875 - 1942) fue un fotógrafo colombiano de la ciudad de Medellín cuyo nombre está asociado al desarrollo de la fotografía en Colombia entre finales del siglo XIX y principios del siglo XX y que dejó un valioso material gráfico de importancia cultural, social e histórica. En sus obras  Rodríguez se preocupó por retratar la cotidianidad de todos los estratos sociales de Medellín y Antioquia. Séptimo de nueve hermanos, fue hijo de don Melitón Rodríguez Roldán (Papá Ton), artista, escultor y tallador en mármol y doña Maria Mercedes Luisa Cano. Con su hermano Horacio Marino Rodríguez creó una compañía de fotografía a la que llamó "Rodríguez y hermanos" que en 1899 pasaría a llamarse "Melitón Rodríguez e Hijos". Entre sus primeros maestros en dibujo y pintura figura el artista Francisco Antonio Cano. Sin embargo fue autodidacta en el aprendizaje de la fotografía.
Fotografió a Santa Laura Montoya en el año 1899. 
Murió el 28 de febrero de 1942 y se encuentra enterrado en la iglesia Jesús Nazareno en la ciudad de Medellín. 

## Formación de "Fotografía Rodríguez"
El precursor de la que sería una de las principales pioneras de la fotografía en Antioquia, fue el hermano de Melitón, Horacio Marino Rodríguez, quien fue además el autor de "Diez y ocho lecciones de fotografía" y quien se asoció con Francisco Antonio Cano para crear la sociedad de fotografía "Cano y Rodríguez" en 1889. A dicha sociedad se uniría después otro memorable artista antioqueño, Rafael Mesa y de esta manera comienzan a elaborar un gran material considerado las primicias de la fotografía en la región. 
Los hermanos Rodríguez fundan su propia sociedad en 1897, pero dos años después, en 1899, pasa a llamarse "Melitón Rodríguez e Hijos". Gran parte de todo el material producido se perdió con el paso del tiempo, pero subsisten obras que se conservan como patrimonio cultural e histórico de Antioquia asociadas al nombre de Melitón Rodríguez.

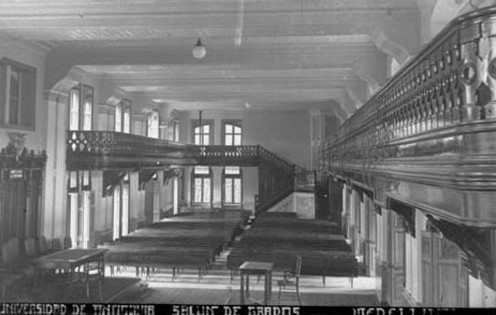
Paraninfo del Edificio San Ignacio de la Universidad de Antioquia, fotografía de Melitón Rodríguez (1920).

Melitón obtuvo numerosos reconocimientos especialmente en Antioquia, entre los cuales se destaca el primer puesto en el Certamen Industrial de la Sociedad de San Vicente y el Centro Artístico de Medellín en 1904 y un premio en Nueva York por su fotografía "Los zapateros". Otras obras que recibieron premios fueron "Cuadro en vivo" (1910), declarada fuera de concurso en la Exposición Nacional.

## obras más destacadas
Entre las obras más destacadas de Melitón se encuentran las siguientes:
- Aguadora.
- Anfiteatro.
- Carolina Carvallo.
- Calle del Barrio Buenos Aires.
- Construcción del FC. de Amagá. Medellín.
- Casa de Gobierno.
- Casa del Padre Enrique Uribe.
- Calle Real de Remedios.
- Dioclesano Osorno.
- El Poblado.
- Francisco Gómez.
- Graciela Pineda.
- Hellu Canepa.
- Horacio M. Rodríguez.
- Indio Río Verde.
- J. y Alberto Jaramillo G.
- Julio Berrío.
- Juvenal Moreno V.
- Lavadores de oro, La Playa. Medellín.
- Lorenzo Márquez.
- Los Zapateros.
- Medellín Tomada de la Catedral.
- Niños de Amalia Restrepo de Mejía.
- Niño de Gabriel Jaramillo.
- Parque de Berrío.
- Parque de Bolívar.
- Pilar de Barella.
- Puente Mejía.
- Rafael D´Alemán .